# Sicherheit und Gefahrenabwehr
Sicherheit und Gefahrenabwehr (SGA) ist ein interdisziplinärer Studiengang, der seit 2003 an der Otto-von-Guericke-Universität Magdeburg und der Hochschule Magdeburg-Stendal in Kooperation mit dem Institut für Brand- und Katastrophenschutz in Heyrothsberge als grundständiges Bachelorstudium und als konsekutiver Masterstudiengang angeboten wird. Der Studiengang verbindet ingenieurwissenschaftliche, naturwissenschaftliche und sicherheitswissenschaftliche Inhalte mit den Grundlagen der Führung- und Leitung im Brand- und Katastrophenschutz. Beide Studiengänge (B.Sc., M.Sc.) sind durch die Akkreditierungsagentur für Studiengänge der Ingenieurwissenschaften, der Informatik, der Naturwissenschaften und der Mathematik e.V. (ASIIN) systemakkreditiert.
Aktuell (2023) sind 202 Studierende im Bachelor- und 51 im Masterstudiengang eingeschrieben.

## Geschichte
Der Studiengang wurde im Jahr 2003 als gemeinsames Angebot Hochschule und der Universität Magdeburg sowie des Institut für Brand- und Katastrophenschutz gegründet. Als Gründungsinitial gilt das Elbehochwasser 2002, bei welchem ein Mangel an qualifizierten Führungskräften der Gefahrenabwehr deutlich wurde. Der Studiengang gilt zudem als Nachfolger des Studiengangs Brandschutz (Dipl. Ing.) an der ehemaligen Technischen Universität Magdeburg, welcher bis 1989 angeboten wurde. Diese beiden Umständen führten dazu, dass der Studiengang als Kombination aus sicherheits- und brandschutztechnischen Schwerpunkten entwickelt wurde. Ziel war es, eine praxisnahe Ausbildung für Fachkräfte im Bereich der Sicherheits- und Gefahrenabwehr zu etablieren. Seit seiner Einführung hat sich der Studiengang stetig weiterentwickelt und an aktuelle sicherheitsrelevante Herausforderungen angepasst.
Auf der Fachmesse Interschutz wurde der Studiengang mit dem Gütesiegel „Safety made in Germany“ der Vereinigung zur Förderung des Deutschen Brandschutzes e.V. ausgezeichnet.
Am 21. Oktober 2023 wurde das 20-jährige Bestehen des Studiengangs mit über 350 Gästen aus Wirtschaft, Wissenschaft, Gefahrenabwehr und dem universitären Umfeld gefeiert.

## Studienaufbau
Das Studium ist als Bachelor of Science (B.Sc.) angelegt und hat eine Regelstudienzeit von sieben Semestern mit 210 Credit Points. Dabei erfolgt eine enge Verzahnung von theoretischen und praktischen Lehrinhalten. Besonders hervorzuheben ist die interdisziplinäre Zusammenarbeit der beiden Hochschulen, die den Studierenden eine breite wissenschaftliche und praxisorientierte Ausbildung ermöglicht. Im Studienverlauf (regelhaft im 6. Semester) ist ein verpflichtendes Industriepraktikum von 20 Wochen vorgesehen. Dieses kann auch dazu verwendet werden, die Grundausbildung bei einer Berufsfeuerwehr zu absolvieren.
Der konsekutive Master of Science (M.Sc.) hat eine Regelstudienzeit von drei Semestern mit 90 Credit Points, wobei im dritten Semester die Masterarbeit angefertigt wird.

## Alumni
Absolventen des Studiengangs finden Einsatzmöglichkeiten in verschiedenen Bereichen, darunter öffentliche Feuerwehren, Katastrophenschutzbehörde, Feuerwehrschulen, Industrieunternehmen der Risiko- und Sicherheitsbranche, Beratungsunternehmen sowie Forschungsinstitute. Mit Stand von Oktober 2023 haben 631 Studierende erfolgreich den Bachelorstudiengang abgeschlossen. Der Masterstudiengang wurde 326 Mal erfolgreich abgeschlossen. Statistisch sind etwa 25 % der Absolventen im Vorbeugenden Brandschutz tätig. 15 Prozent entfallen auf den Tätigkeitsbereich des Brand- und Katastrophenschutzes.
Eine Weiterqualifizierung ist durch verschiedene Masterprogramme, auch außerhalb von Magdeburg, im Bereich Sicherheit und Katastrophenschutz und Rettungsingenieurwesen möglich.